# Štěpán Lucký
Štěpán Lucký (20. ledna 1919 Žilina – 5. května 2006 Praha) byl český hudební skladatel.

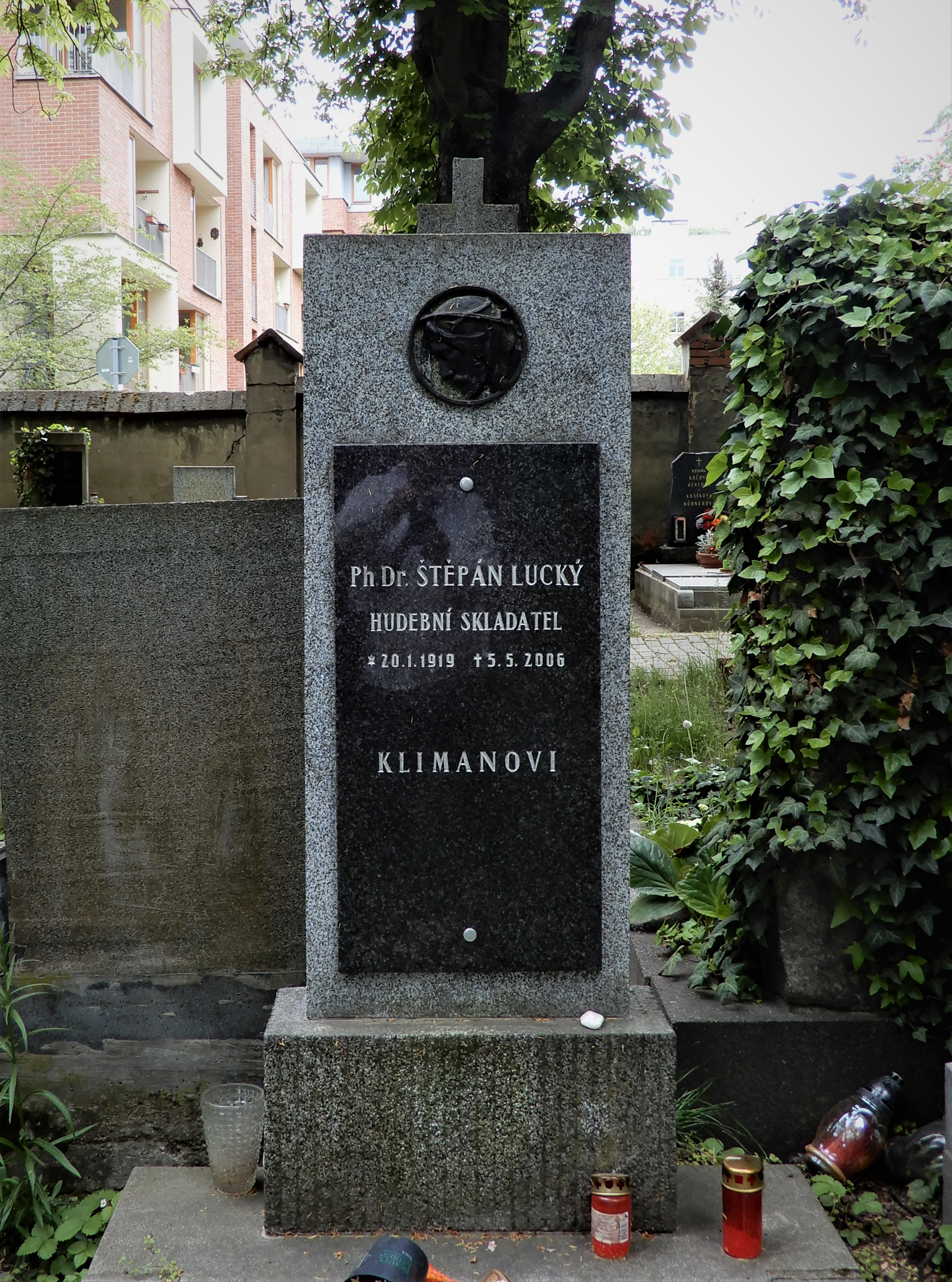
Hrob Štěpána Luckého

## Život
Maturoval na reálce v Žilině a poté studoval na Pražské konzervatoři hru na klavír u Albína Šímy a skladbu a Aloise Háby. Za druhé světové války se zúčastnil odboje, byl zatčen a vězněn v koncentračních táborech v Budapešti, na Ilavě, v Osvětimi a v Buchenwaldu.
Po osvobození dokončil studia hudby v mistrovské škole u Jaroslava Řídkého. Vedle toho vystudoval hudební vědu na Karlově univerzitě. Souběžně byl hudebním kritikem několika časopisů. V roce 1954 se stal vedoucím hudebního vysílání Československé televize. O televizní režii oper přednášel i na Akademii múzických umění v Praze.
Je znám především jako autor hudby pro film a televizi. Jeho koncertní skladby nejsou často hrány. Společně s Vladimírem Borem vydal monografii o hudebním skladateli Václavu Trojanovi.

## Dílo

### Vokální skladby
- Veliká léta (kantáta, 1952)
- Půlnoční překvapení (opera, 1959)
- Četné písně, písňové cykly a dětské sbory

### Orchestrální skladby
- Symfonický prolog (1939)
- Mors Imperator (symfonická báseň, 1941, ztracena za okupace)
- Divertimento pro tři trombóny a smyčce (1946)
- Koncert pro klavír a orchestr (1947)
- Orlická suita pro smyčcový orchestr (1950)
- Koncert pro housle a orchestr (1965)
- Concerto doppio pro housle, klavír a orchestr (1971)
- Koncert pro violoncello a orchestr op. 9 (1946, přepracováno 1972)
- Nenie, pro housle, violoncello a orchestr (1974)
- Koncert pro orchestr (1976)
- Concertino a Due Boemi pro basklarinet, klavír a smyčce (1979)
- Koncertantní fantasie pro basklarinet a smyčcový orchestr (1983)

### Komorní skladby
- Dětská suita (1951)
- Dechový kvintet (1946)
- Sonata brevis (1947)
- Elegie, pro lesní roh a klavír (1965)
- Sonáta pro housle sólo (1969)
- Tre pezzi per I Due Boemi pro basklarinet a klavír. (1969-70)
- Sonata doppia pro 2 housle. (1971)
- Duo concertnate pro violoncello a kytaru (1972)
- Sonáta pro flétnu a klavír (1973)
- Divertimento pro dechový kvintet. (1974)
- Preludium a Scherzino (1975)
- Pastorale (1975)
- Introdukce a capriccio pro fagot a klavír (1977)
- Invence pro sonátory (1977)
- Arietta (1977)
- Balada pro violoncello sólo
- Mucica collegialis (1980)
- Rapsodia pro varhany (1981)
- Dechový kvintet č. 2 (1982)
- Smyčcový kvartet (1984)
- Sonatina pro 2 kytary (1986)
- Dechový kvartet, pro flétnu, hoboj, klarinet a lesní roh (1985)
- Divertimento op. 12
- Ottetto per archi

### Filmová hudba
- Hry pro mírně pokročilé (1986)
- Modré z nebe (1983)
- Kaňka do pohádky (1981)
- Jak napálit advokáta (1980)
- Julek (1979)
- Jakub (1976
- Akce v Istanbulu (1975)
- Sedmého dne večer (1974)
- Vysoká modrá zeď (1973)
- Aféry mé ženy (1972)
- Svatba bez prstýnku (1972)
- Klíč (1971)
- Tatínek na neděli (1971)
- Chvojka (1970)
- Žižkův meč (1970)
- Klec pro dva (1967)
- Sedm havranů (1967)
- Nahá pastýřka (1966)
- Fotbal (1965)
- Úplně vyřízený chlap (1965)
- Preclík (1964)
- Sparta - Slavia (1964)
- Mezi námi zloději (1963)
- Tchyně (1963)
- Komu tančí Havana (1962)
- Neděle ve všední den (1962)
- Gustav Hilmar (1961)
- Herec Stanislav Neumann (1961)
- Kohout plaší smrt (1961)
- Tažní ptáci (1961)
- Vlasta Fabianová (1961)
- Otomar Korbelář (1960)
- Pochodně (1960)
- Rychlík do Ostravy (1960)
- 105% alibi (1959)
- Konec cesty (1959)
- První a poslední (1959)
- Černý prapor (1958)
- O věcech nadpřirozených (1958)
- Jurášek (1956)
- Po noci den (1955)
- Ještě svatba nebyla (1954)
- Jeden ze štafety (1952)
- Neobyčejná léta (1952)
- Není stále zamračeno (1950)
- Za život radostný (1950)